# Петропавлівка (Синельниківський район)
Петропа́влівка — селище Дніпропетровської області, у Синельниківському району, а також центр Петропавлівської селищної громади. У 1957 р. наданий статус селища міського типу, з 2024 року — селище.

## Географічне розташування
Селище Петропавлівка розташоване на лівому березі річки Бик у місці її впадіння у річку Самара (ліва притока), вище за течією на відстані 2,5 км розташоване село Троїцьке, на протилежному березі — село Самарське. Річки в цьому місці звивисті, утворюють лимани, стариці і заболочені озера. Через селище проходить автомобільна дорога Т 0424, поруч проходять автомобільна дорога М30 (E50) і залізниця, станція Петропавлівка за 2 км.

## Історія

### Заснування
Замисливши Білевську фортецю (нинішній Красноград) зв'язати з Бахмутом, — центральним містом Азовської губернії, — якомога кращими шляхами сполучення та впорядкованими слободами, — Азовський губернатор Чертков дав наказ губернській канцелярії застосувати всі заходи для найшвидшого втілення цього наміру.
Задля цієї мети губернська канцелярія дала розпорядження Бахмутській провінційній канцелярії першу роту Луганського пікінерного полку негайно перевести з Бахмутської фортеці до Вовководського повіту та новим поселенням заселити її при річках — Самарі й Бику.
Наприкінці 1775 та на початку 1776 років наказ було виконано: у Вовководському повіті, при річках — Самарі й Бику, у місцевості добрій, багатій і розкішній, на державній, вільній і незайманій, дикопорослій землі, виникла військова слобода з пікінерів Луганського полку з усіма їх сімействами і родичами.
Пікінери ці в Бахмутській фортеці належали до місцевої Петропавлівської церкви, являли собою парафію її, а тому, на згадку собі й нащадкам, новозаселену слободу свою назвали Петропавлівкою. У слободі Петропавлівці, перші поселенці її, користуючись усіма вигодами і зручностями багатої місцевості, швидко позаводили повне господарство, — маєтність; володіючи непоганими ґрунтами землі, влаштували у слободі та в околицях її пристойні економічні садиби.
Восени 1776 року слобідчани почали клопотатись про спорудження у себе першої церкви. Виборні слободи Петропавлівки Семен Ручій, Левон Семененко та Іван Макаренко подали губернатору Черткову прохання, у якому, виклавши усі права свої на залишену ними в Бахмуті Петропавлівську церкву, просили його наказати перенести її, як їх пряму і законну власність, до новоствореної слободи Петропавлівки. Негайно наведена була по цій справі відповідна довідка, і за довідкою виявилось, що вимоги обивателів слободи Петропавлівки, стосовно Петропавлівської церкви м. Бахмута, за суттю справи, слушні і законні. На цій підставі Азовський губернатор Чертков, папером від 7 листопада 1776 року, просив у преосвященного Євгенія благословення і дозволу Петропавлівську церкву з Бахмута перенести до новонаселеної слободи Петропавлівки.
Рішенням Консисторії від 22 грудня того ж 1776 року дозволено перенести Петропавлівську церкву з Бахмута в новонаселену на державній порожній, вільній землі слободу — Петропавлівку по річці Бику, поблизу річки Самари. У 1777 р. парафіяльних дворів у Петропавлівці було 133, у них чоловіків 521, а жінок 478, обох статей 999 душ.

### XIX століття
У 1846 році Петропавлівка стала містечком і центром волості Катеринославської губернії.
Тут процвітало хліборобство, а вигідне географічне положення сприяло розвиткові торгівлі та ремесел.
У XIX сторіччі діяли 2 цегельно-черепичних заводи, понад 50 крамниць, 48 вітряків, 8 кузень, 3 постоялих двори.
Станом на 1886 рік в селі мешкало 5405 осіб, налічувалось 969 дворів, 2 церкви православні, єврейський молитовний будинок, школа, земська лікарня, поштова станція, 4 горілчані склади, трактир, 3 постоялі двори, 28 лавок, проходило 4 ярмарки на рік.
Неподалік села знаходилася німецька колонія Ландман.

### XX століття
7 (20) листопада 1917 року, відповідно до Третього Універсалу Української Центральної Ради, увійшло до складу Української Народної Республіки.  
Радянські війська відійшли з Петропавлівки 12 жовтня 1941 року. З 17-22 лютого 1943 було під контролем радянських військ, і зазнавало бомбардуваннь літаками люфтваффе. Остаточно визволене разом з селищем Межова 10 вересня 1943 р. Однак щодо цього питання є чимало непорозумінь серед істориків. Більшість сходяться на думці, що 10 вересня визволення Петропавлівки лише розпочалося. Насправді Петропавлівку було остаточно визволено в період з 15 вересня 1943 р. по 17 вересня 1943 р.
Радянська окупаційна влада діяла до дати проголошення незалежності України 24 серпня 1991 року.
19 липня 2020 року, в результаті адміністративно-територіальної реформи та ліквідації  Петропавлівського району, село увійшло до складу новоутвореного Синельниківського району.

## Населення

### Мова
Розподіл населення за рідною мовою за даними перепису 2001 року:
| Мова            | Кількість | Відсоток |
| --------------- | --------- | -------- |
| українська      | 8632      | 94.06%   |
| російська       | 502       | 5.47%    |
| вірменська      | 25        | 0.27%    |
| білоруська      | 8         | 0.09%    |
| інші/не вказали | 10        | 0.11%    |
| Усього          | 9177      | 100%     |

## Офіційні символи

### Прапор
Затверджений рішенням Петропавлівської селищної ради. Прямокутне полотнище з співвідношенням сторін 2:3 складається з двох рівновеликих горизонтальних смуг синього і зеленого кольорів.

### Герб
Затверджений рішенням Петропавлівської селищної ради. Щит перетятий лазуровим і зеленим. У першій частині золоте сонце, що сходить, без зображення обличчя, поверх нього срібний собор, увінчаний золотим хрестом. У другій частині лазуровий хвилеподібний вилоподібний хрест, поверх нього срібні літери «1775», супроводжувані знизу трьома ключами, середній золотий і більше, крайні срібні. Поверх усього праворуч козак вліво, в чорній шапці, золотому одязі, зелених штанях і срібних чоботях, що тримає на плечі срібну рушницю, зі срібною шаблею на поясі, а зліва — три золотих колоса, кожен лівий вище. Щит обрамований синьо-жовтою стрічкою і покладений на зелений картуш, вгорі якого золотий Тризуб і срібний напис «ПЕТРОПАВЛІВКА».

## Економіка
- Селянське фермерське господарство «Овен»[6].
- Товариство з обмеженою відповідальністю «Кедр-Агро»[7].
- Товариство з обмеженою відповідальністю Агрофірма «Нібас»[8][9].

## Культура

### Пам'ятки, архітектура
Кам'яний трьохпрестольний храм на честь святих первоверховних апостолів Петра і Павла був побудований в 1910 році. Будівля храму однокупольна, з дзвіницею. Центральний престол — на честь святих первоверховних апостолів Петра і Павла, лівий — на честь святої великомучениці Катерини, правий — на честь благовірного князя Олександра Невського.

### Туризм
Об'єкти, які можуть бути використані у туристичних цілях по Петропавлівці:
- Свято-Петропавлівська Православна церква
- Історико-краєзнавчий музей у с-щі Петропавлівка
- Меморіал солдатської слави

Поблизу Петропавлівки розташований ландшафтний заказник загальнодержавного значення Петропавлівські лимани.

## ЗМІ
Петропавлівка.City — міське інтернет-видання, запущене у грудні 2017 року колективом ПП «Редакція газети “Степова зоря”» та Агенцією розвитку локальних медіа «Або».

## Уродженці
- Яковченко Олег Миколайович (1979-2015) — солдат Збройних сил України, учасник російсько-української війни. 22 листопада 2016 року у селищі Петропавлівка на будівлі Петропавлівського відділення Державного ПТНЗ «Межівське професійно-технічне училище» (вулиця Садова, 79), де навчався Олег Яковченко, йому відкрито меморіальну дошку.
- Руденко Олександр Миколайович (1985-2022}—солдат Збройних сил України, учасник російсько-української війни.
- Валим Гречко (1997-2022) — солдат Збройних сил України, учасник російсько-української війни.
- Віталій Шпак (1975-2022) - солдат Збройних сил України, учасник російсько-української війни.
- Євген Комаров (1978-2022) — солдат Збройних сил України, учасник російсько-української війни.
- Андрій Лященко (2001-2022 )— солдат Збройних сил України, учасник російсько-української війни.
- Олексій Коляса (1994-2023) — солдат Збройних сил України, учасник російсько-української війни.
- Володимир Яценко (1992-2023) — солдат Збройних сил України, учасник російсько-української війни.
- Олександр Вербицький (1983-2023) — солдат Збройних сил України, учасник російсько-української війни.
- Олег Кесарь (1983-2023) — солдат Збройних сил України, учасник російсько-української війни.
- Олег Чирва (1993-2023) — солдат Збройних сил України, учасник російсько-української війни.
- Микола Бобришов (1997-2023) — солдат Збройних сил України, учасник російсько-української війни.
- Дмитрій Черник (1994-2023) — солдат Збройних сил України, учасник російсько-української війни.
- Роман Воробйов (1989-2024) — солдат Збройних сил України, учасник російсько-української війни.
- Дмитро Локтєв (1985-2024) — солдат Збройних сил України, учасник російсько-української війни.
- Панков Сергій Віталійович (1990—2024) — старший солдат Збройних сил України, учасник російсько-української війни.
- Віталій Івчин (1994) - військовий Збройних Сил України, учасник російсько-української війни. Потрапив в полон на острові Зміїний 24 лютого 2022 року,повернувся 31 травня 2024 року.